# Oxide acid

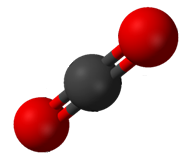
Cấu tạo một phân tử khí Carbon dioxide (CO_{2})

Oxide acid, hoặc anhydride acid, thường là oxide của phi kim và tương ứng với một acid, các oxide phản ứng với nước tạo thành acid, hoặc với một base để tạo thành muối. Chúng là các oxide của phi kim hoặc kim loại ở trạng thái oxy hóa cao. Chúng có thể được hiểu một cách có hệ thống bằng cách lấy một oxoacid sau đó loại bỏ nước khỏi nó và cho đến khi chỉ còn lại một oxide. oxide thu được thuộc nhóm chất này. Ví dụ, anhydride acid sulfurơ (SO2), anhydrid acid sulfuric (SO3) và anhydrid acid carbonic (CO2) là các oxide acid. Một anhydride vô cơ (một thuật ngữ hơi cổ xưa) là một anhydride acid không có thành phần hữu cơ.
Các oxide có tính acid không phải là acid Lowry-Brønsted vì chúng không cho đi proton; tuy nhiên, chúng là acid Arrhenius vì chúng làm tăng nồng độ ion hydro của nước. Ví dụ, carbon dioxide làm tăng nồng độ ion hydro của nước mưa (pH = 5,6) lên 25 lần so với nước tinh khiết (pH = 7). Chúng cũng là acid Lewis, vì chúng chấp nhận các cặp electron từ một số base Lewis, đáng chú ý nhất là các anhydrua base.
Các oxide của nguyên tố chu kỳ 3 thể hiện tính tuần hoàn liên quan đến tính acid. Khi một người di chuyển trong suốt thời gian, các oxide trở nên có tính acid hơn. oxide của sodium và magnesium có tính kiềm. Các oxide aluminium là chất lưỡng tính (phản ứng cả dưới dạng base hoặc acid). Các oxide silic, phosphor, lưu huỳnh và chlor có tính acid. Một số oxide phi kim loại, chẳng hạn như nitrogen oxide (N2O) và carbon monoxide (CO), không hiển thị bất kỳ đặc tính acid / base nào.
Các oxide acid cũng có thể phản ứng với các oxide base để tạo ra muối của oxoanions:
2MgO + SiO2 → Mg2SiO4
Các oxide acid có ý nghĩa lớn đối với môi trường. Lưu huỳnh oxide và nitơ oxide được coi là chất gây ô nhiễm không khí khi chúng phản ứng với hơi nước trong khí quyển để tạo ra mưa acid.

## Tính chất hoá học

### Tính tan
Đa số các oxide acid khi hoà tan vào nước sẽ tạo ra dung dịch acid (trừ một số như SiO2):
{\displaystyle {\ce {SO3 +H2O->H2SO4}}}
{\displaystyle {\ce {CO2 +H2O <=> H2CO3}}}     (phản ứng thuận nghịch)

### Tác dụng với oxide base tan
oxide acid tác dụng với oxide base tan sẽ tạo muối:
{\displaystyle {\ce {SO3 +CaO ->CaSO4}}}
{\displaystyle {\ce {P2O5 +3Na2O ->2Na3PO4}}}

### Tác dụng với base tan
Tuỳ vào tỉ lệ mol giữa oxide acid và base phản ứng sẽ cho ra nước + muối trung hoà, muối acid hay hỗn hợp 2 muối:

#### Gốc acid tương ứng có hóa trị II:
- Đối với kim loại trong base có hoá trị I:

- Tỉ lệ mol B:OA là 1:

{\displaystyle {\ce {NaOH +SO2 ->NaHSO3}}} (phản ứng tạo muối acid)
- Tỉ lệ mol B:OA là 2:

{\displaystyle {\ce {2KOH +SO3 ->K2SO4 +H2O}}} (phản ứng tạo muối trung hòa)
- Đối với kim loại trong base có hóa trị II:

- Tỉ lệ mol OA:B là 1:

{\displaystyle {\ce {CO2 +Ca(OH)2 ->CaCO3 + H2O}}} (phản ứng tạo muối trung hòa)
- Tỉ lệ mol OA:B là 2:

{\displaystyle {\ce {2SiO2 +Ba(OH)2 -> Ba(HSiO3)2}}} (phản ứng tạo muối acid, theo sách giáo khoa lớp 8)

#### Đối với acid có gốc acid hoá trị III:
- Đối với kim loại có hoá trị I:

- Tỉ lệ mol B:OA là 6:

{\displaystyle {\ce {P2O5 +6NaOH ->2Na2HPO4 +H2O}}}
- Tỉ lệ mol B:OA là 4:

{\displaystyle {\ce {P2O5 +4NaOH ->2NaH2PO4 +H2O}}}
- Tỉ lệ mol B:OA là 2:

{\displaystyle {\ce {P2O5 +2NaOH +H2O ->2NaH2PO4}}}

## Các oxide acid và acid tương ứng
- CO2: carbon dioxide (H2CO3)
- SO2: Lưu huỳnh dioxide (H2SO3)
- SO3: Lưu huỳnh trioxide (H2SO4)
- N2O3: Dinitơ trioxide (HNO2)
- N2O5: Dinitrơ pentoxide (HNO3)
- P2O3: Diphosphor trioxide (H3PO3)
- P2O5: Diphosphor pentaoxide (H3PO4)
- Cl2O: Dichlor oxide (HClO)
- Cl2O3: Dichlor trioxide (HClO2)
- Cl2O5: Dichlor pentoxide (HClO3)
- Cl2O7: Dichlor heptoxide (HClO4)
- CrO3: Chromi(VI) oxide (H2Cr2O7 và H2CrO4)
- SiO2: Silic dioxide (H2SiO3)
- SeO2: Selen dioxide (H2SeO3)
- SeO3: Selen trioxide (H2SeO4)
- Mn2O7: Mangan(VII) oxide (HMnO4)
- I2O: Diod oxide (HIO)
- I2O3: Diod trioxide (HIO2)
- I2O5: Diod pentoxide (HIO3)
- I2O7: Diod heptoxide (HIO4 và H5IO6)
- Br2O: Dibrom oxide (HBrO)
- Br2O3: Dibrom trioxide (HBrO2)
- Br2O5: Dibrom pentaoxide (HBrO3)
- Br2O7: Dibrom heptaoxide (HBrO4)
- TeO2: Teluride dioxide (H2TeO3)
- UO2: Urani dioxide (H2UO3)
- UO3: Urani trioxide (H2UO4)
- WO3: Wolfram trioxide (H2WO4)